# Beryl Penrose
Beryl Penrose   (Sydney, 22 de desembre de 1930 - 23 de juny de 2021), de casada Beryl Penrose Collier, fou una tennista australiana.
En el seu palmarès destaquen quatre títols de l'Australian Championships: un individual, dos de dobles femenins i un de dobles mixts. En 2017 fou inclosa en l'Australian Tennis Hall of Fame.

## Torneigs de Grand Slam

### Individual: 1 (1−0)
| Resultat   | Núm. | Any  | Campionat                | Oponent           | Marcador |
| ---------- | ---- | ---- | ------------------------ | ----------------- | -------- |
| Guanyadora | 1.   | 1955 | Australian Championships | Thelma Coyne Long | 6−4, 6−3 |

### Dobles femenins: 4 (2−2)
| Resultat   | Núm. | Any  | Campionat                    | Parella             | Oponents                            | Marcador      |
| ---------- | ---- | ---- | ---------------------------- | ------------------- | ----------------------------------- | ------------- |
| Finalista  | 1.   | 1953 | Australian Championships     | Mary Bevis Hawton   | Maureen Connolly Julia Sampson      | 4−6, 2−6      |
| Guanyadora | 1.   | 1954 | Australian Championships     | Mary Bevis Hawton   | Julia Wipplinger Hazel Redick-Smith | 6−3, 8−6      |
| Guanyadora | 2.   | 1955 | Australian Championships (2) | Mary Bevis Hawton   | Nell Hall Hopman Gwen Thiele        | 7−5, 6−1      |
| Finalista  | 2.   | 1956 | Australian Championships (2) | Mary Carter Reitano | Mary Bevis Hawton Thelma Coyne Long | 2−6, 7−5, 7−9 |

### Dobles mixts: 2 (1−1)
| Resultat   | Núm. | Any  | Campionat                | Parella       | Oponents                      | Marcador      |
| ---------- | ---- | ---- | ------------------------ | ------------- | ----------------------------- | ------------- |
| Finalista  | 1.   | 1954 | Australian Championships | John Bromwich | Thelma Coyne Long Rex Hartwig | 6−4, 1−6, 2−6 |
| Guanyadora | 1.   | 1955 | Australian Championships | Neale Fraser  | Mary Bevis Hawton Roy Emerson | 6−2, 6−4      |

## Trajectòria

### Individual
| Torneig | 1950 | 1951 | 1952 | 1953 | 1954 | 1955 | 1956 | 1957 | Títols |
| --- | ---- | ---- | ---- | ---- | ---- | ---- | ---- | ---- | ------ |
| Australian Championships | 1R   | QF   | QF   | QF   | 2R   | G    | QF   | SF   | 1 / 8  |
| Internationaux de France | A    | A    | 3R   | A    | A    | QF   | A    | A    | 0 / 2  |
| Wimbledon | A    | 2R   | 3R   | A    | A    | QF   | A    | A    | 0 / 3  |
| US Championships | A    | A    | A    | A    | A    | A    | A    | A    | 0 / 0  |
| Llegenda: G: Guanyadora; F: Finalista; SF: Semifinalista; QF: Quarts de final; Q: Qualificació; A: Absent; RR: Round Robin; |      |      |      |      |      |      |      |      |        |

### Dobles femenins
| Torneig | 1950 | 1951 | 1952 | 1953 | 1954 | 1955 | 1956 | 1957 | Títols |
| --- | ---- | ---- | ---- | ---- | ---- | ---- | ---- | ---- | ------ |
| Australian Championships | 1R   | SF   | SF   | F    | G    | G    | F    | SF   | 2 / 8  |
| Internationaux de France | A    | A    | 1R   | A    | A    | SF   | A    | A    | 0 / 2  |
| Wimbledon | A    | A    | 2R   | A    | A    | 3R   | A    | A    | 0 / 2  |
| US Championships | A    | A    | A    | A    | A    | A    | A    | A    | 0 / 0  |
| Llegenda: G: Guanyadora; F: Finalista; SF: Semifinalista; QF: Quarts de final; Q: Qualificació; A: Absent; RR: Round Robin; |      |      |      |      |      |      |      |      |        |

### Dobles mixts
| Australian Championships                                                                  | QF | A | F | QF | G | 1 / 4 |
| Internationaux de France                                                                  | SF | A | A | SF | A | 0 / 2 |
| Wimbledon                                                                                 | A  | A | A | A  | A | 0 / 0 |
| US Championships                                                                          | A  | A | A | A  | A | 0 / 0 |
| Llegenda: G: Guanyadora; F: Finalista; SF: Semifinalista; QF: Quarts de final; A: Absent; |    |   |   |    |   |       |